# Thomas de Ros, VIII barón de Ros
Thomas Ros o Roos, VIII barón Ros de Helmsley (26 de septiembre de 1406 - 18 de agosto de 1430), fue un par inglés.

## Familia
Thomas Ros, nacido el 26 de septiembre de 1406, fue el segundo hijo William de Ros, VI barón de Ros y Margaret FitzAlan, hija de John FitzAlan, I barón Arundel y Eleanor Maltravers (m. 3 de julio de 1438),  nieta  y coheredera de John Maltravers, I barón Maltravers.

## Carrera
Thomas Ros fue el hermano menor de  John de Ros, VII barón de Ros, quien murió el 22 de marzo de 1421, en la batalla de Baugé. Thomas heredó los rangos y privilegios de su hermano. Siguió el ejempló de este y participó en la Guerra de los Cien Años. Él luchó en la batalla de Verneuil bajo el mando de Juan, duque de Bedford. Enrique VI de Inglaterra, sobrino del duque, le nombró caballero el 19 de mayo de 1426 como recompensa a sus esfuerzos. Thomas reasumió su servicio para con el duque en 1427. En 1229, pasó a formar parte del Parlamento. Sin embargo, tan solo un año después, en el Sena, murió ahogado en el transcurso de una escaramuza.

## Matrimonio y descendencia
Thomas Ros se casó con Eleanor de Beauchamp, hija de  Richard de Beauchamp, XIII conde de Warwick, y su primera esposa, Elizabeth Berkeley, con quien tuvo dos hijos y una hija:
- Thomas de Ros, IX barón de Ros (9 de septiembre de 1427 - 17 de mayo de 1464).
- Richard de Ros, escudero, casado con Jane o Joan Knyvet, hija de Sir Hohn Knyvet, antes de 1468.
- Margaret de Ros, quien se casó en primer lugar con William de Botreaux, III barón Botreaux, y después con Thomas Burgh, I barón Burgh de Gainsborough.

Tras la muerte de Thomas, su viuda, Eleanor, se casó con Edmundo Beaufort, duque de Somerset y Walter Rokesley, un escudero.